# Astragalus harrisonii
Astragalus harrisonii es una especie de planta del género Astragalus, de la familia de las leguminosas, orden Fabales.

## Distribución
Astragalus harrisonii se distribuye por Estados Unidos.

## Taxonomía
Fue descrita científicamente por Barneby. Fue publicada en Mem. New York Bot. Gard. 13(1): 271 (1964).